# 16731 Mitsumata
16731 Mitsumata è un asteroide della fascia principale. Scoperto nel 1996, presenta un'orbita caratterizzata da un semiasse maggiore pari a 2,2235433 UA e da un'eccentricità di 0,0938727, inclinata di 6,87175° rispetto all'eclittica.